# Газиорович, Стивен
Стивен Газиорович (англ. Stephen Gasiorowicz; 10 мая 1928, Данциг (ныне Гданьск), Вольный город Данциг — 3 июня 2016, Миннеаполис, Миннесота, США) — американский физик-теоретик, работавший в области физики элементарных частиц и квантовой теории поля.

## Биография
Стивен Газиорович родился 10 мая 1928 года в Данциге (ныне Гданьск) в еврейской семье, его отец был торговцем. После прихода в 1933 году к власти в Германии нацистского режима семья Газиоровичей переехала в Варшаву. В 1939 году, после начала Второй мировой войны, они направились во Львов, и в течение последующих семи лет были вынуждены жить на территории нескольких стран — СССР, Румынии, Турции, Ирака, современного Пакистана, и, наконец, Индии, где скончался отец Стивена. Во время пребывания в Индии Стивен учился в католической школе, а затем в лицее.
В 1946 году семья Газиоровичей получила сообщение о том, что была одобрена их заявка на иммигрантскую визу в США, которую они отправили ещё до войны. В том же году Стивен вместе с матерью и сестрой морским путём добрался от Калькутты до Сан-Франциско, а затем поступил в Калифорнийский университет в Лос-Анджелесе, который он окончил в 1948 году по специальности «физика», получив степень бакалавра (B.A.). В 1952 году там же он получил докторскую степень (Ph.D.). Его научным руководителем был Роберт Финкельстейн, тема диссертации — «Нелинейная модель для составных π-мезонов» (англ. A non-linear model for the composite π-mesons).
В 1952—1960 годах Стивен Газиорович работал в Национальной лаборатории имени Лоуренса, которая входила в состав Калифорнийского университета в Беркли. В 1960 году он получил предложение занять должность ассоциированного профессора в Миннесотском университете в Миннеаполисе. Приняв это предложение, в 1961 году он перебрался в Миннесоту, где в 1963 году получил должность профессора. В этой должности он проработал в Миннесотском университете до своего выхода на пенсию в 1997 году, иногда проводя один-два семестра в других университетах или научных центрах — NORDITA (Дания, 1964), DESY (Германия, 1968—1969 и 1980), Токийском университете (Япония, 1982) и других.
В 1979—1986 годах Газиорович был вице-президентом Аспенского физического центра в Колорадо. Он принимал участие в создании Файновского института теоретической физики (Fine Theoretical Physics Institute) при Миннесотском университете, а в 1987—1989 годах исполнял обязанности директора этого института.

## Научные результаты
Наиболее известные результаты Стивена Газиоровича связаны с исследованиями кварковой модели адронов, теории глюониев и механизма конфайнмента в квантовой хромодинамике. Он является автором получивших широкую известность книг и учебных пособий — «Физика элементарных частиц», «Квантовая физика» и «Физика для учёных и инженеров».

## Некоторые публикации

### Книги
- S. Gasiorowicz. Elementary particle physics. John Wiley & Sons, New York, 1966, 613 pages, ISBN 978-0-471-29287-6.
Русский перевод: С. Газиорович. Физика элементарных частиц. — М., Наука, 1969, 744 с.
- S. Gasiorowicz. Quantum physics (3rd edition). John Wiley & Sons, New York, 2003, 352 pages, ISBN 978-0-471-05700-0.
- P. Fishbane, S. Gasiorowicz, S. Thornton. Physics for scientists and engineers (3rd edition). Pearson Prentice Hall, 2005, 1232 pages, ISBN 978-0-13-142094-6.

### Статьи
- G. F. Chew, R. Karplus, S. Gasiorowicz, F. Zachariasen. Electromagnetic structure of the nucleon in local-field theory, Physical Review, 1958, v. 110, No. 1, p. 265.
- S. Gasiorowicz, D. A. Geffen. Effective Lagrangians and field algebras with chiral symmetry, Reviews of Modern Physics, 1969, v. 41, No. 3, p. 531—573.
- S. Gasiorowicz, J. L. Rosner. Hadron spectra and quarks, American Journal of Physics, 1981, v. 49, p. 954.